# Комори на Летњим олимпијским играма 1996.
Комори су дебитовали на Олимпијским играма 1996. одржаним у Атланти САД од 19. јула до 4. августа .  Представљало их је четворо спортиста (3 мушкарца и 1 жена) који су се такмичили у 4 атлетске дисциплине
На церемонији свечаног отварања Игара заставу је носио функционер НОК Комора Фесуал Бен Дуад. Најмлађи учесник био је атлетичар Хадари Џафар 17. година и 257 дана, а најстарији у младој репрезентацији Комора Мохамед Бакар са 23 године и 207 дана.
Комори су остали у групи земаља које нису освајале олимпијске медаље.

## Учесници по дисциплинама
| Спорт     | Мушкарци | Жене | Укупно |
| --------- | -------- | ---- | ------ |
| Атлетика  | 3        | 1    | 4      |
| Укупно(1) | 3        | 1    | 4      |

## Резултати

### Атлетика

#### Мушкарци
| Атлетичар     | Дисциплина | Квалификације | Квалификације | Четвртфинале     | Четвртфинале     | Полуфинале       | Полуфинале       | Финале           | Финале          | Детаљи |
| Атлетичар     | Дисциплина | Резултат      | Место         | Резултат         | Место            | Резултат         | Место            | Резултат         | Место           | Детаљи |
| ------------- | ---------- | ------------- | ------------- | ---------------- | ---------------- | ---------------- | ---------------- | ---------------- | --------------- | ------ |
| Мокамед Бакар | 100 м      | 11,02         | 9. у гр. 12   | Није се пласирао | Није се пласирао | Није се пласирао | Није се пласирао | Није се пласирао | 97. / 105 (108) |        |
| Хадари Џафар  | 200 м      | 22,68         | 8. у гр. 5    | Није се пласирао | Није се пласирао | Није се пласирао | Није се пласирао | Није се пласирао | 75. /76 (78)    |        |
| Хасан Абду    | 400 м      | 50,17         | 8. у гр. 2    | Није се пласирао | Није се пласирао | Није се пласирао | Није се пласирао | Није се пласирао | 48. /50 (60)    |        |

#### Жене
| Атлетичарка      | Дисциплина | Квалификације | Квалификације | Четвртфинале      | Четвртфинале      | Полуфинале        | Полуфинале        | Финале            | Финале  | Детаљи |
| Атлетичарка      | Дисциплина | Резултат      | Пласман       | Резултат          | Пласман           | Резултат          | Пласман           | Резултат          | Пласман | Детаљи |
| ---------------- | ---------- | ------------- | ------------- | ----------------- | ----------------- | ----------------- | ----------------- | ----------------- | ------- | ------ |
| Ahamada Haoulata | 400 м жене | 1:03,44 ЛР    | 7. у гр. 1    | Није се пласирала | Није се пласирала | Није се пласирала | Није се пласирала | Није се пласирала | 48./ 49 |        |

## Rеференце
1. ↑  Носиоци заставе Комора на отварању ЛОИ 1996.